# Kresten Nordentoft
Kresten Nordentoft (født 12. april 1938, død 31. juli 1982) var en dansk litteraturforsker, der var lektor i litteraturhistorie ved Aarhus Universitet.
Han er mest kendt for sine bøger, der undersøger forholdet mellem det sociale og psykologien hos filosoffen og teologen Søren Kierkegaard. Dermed blev han en af de første til at give en systematisk fremstilling af de psykologiske tanker hos Kierkegaard. Hans bog Kierkegaards psykologi blev genudgivet i 2013.
I 1981 udgav han desuden bogen Omkring fascismen, der er en samling af essays.

## Bøger
- Nordentoft, Kresten (1972). Kierkegaards psykologi. København: Hans Reitzels Forlag. Genudgivet i 2013
- Nordentoft, Kresten (1973). Hvad siger Brand-Majoren?" : Kierkegaards opgør med sin samtid. Gad
- Nordentoft, Kresten (1977): Søren Kierkegaard - bidrag til kritikken af den borgerlige selvoptagethed. DUP
- Nordentoft, Kresten (1978): Kierkegaards psychology. Duquesne University Press
- Nordentoft, Kresten (1981): Omkring fascismen. Vindrose